# Out of Ashes
«Out of Ashes» — дебютний студійний альбом американського рок-гурту Dead By Sunrise, який було презентован 13 жовтня 2009 року.

## Історія
Фактично історія написання альбому розпочалася 2006 року (коли сольний проект Честера Беннінґтона був відомий під первинною назвою Snow White Tan), проте презентування його було затягнуто до 2009 року через те, що лідер гурту Честер Беннінґтон був зайнятий записом четвертого студійного альбому гурту Linkin Park.
Чотири офіційних синґли були презентовані: «Crawl Back In» — 18 серпня 2008 року, «Let Down» — 24 листопада 2009, «Inside of Me» — 28 січня 2010, «Too Late» — 1 березня 2010
Окрім вокалу, Честер Беннінґтон також виконує партії гітари й клавішних.

## Саундтрек
Трек «Crawl Back In» спочатку планувалося включити в саундтрек до фантастичного бойовика «Трансформери: Помста полеглих» режисера Майкла Бея, але з невідомих причин Беннінгтон відмовився від цієї ідеї.

## Список композицій
Автор музики і слів Chester Bennington. 
| #   | Назва                  | Тривалість |
| --- | ---------------------- | ---------- |
| 1.  | «Fire»                 | 3:50       |
| 2.  | «Crawl Back In»        | 3:22       |
| 3.  | «Too Late»             | 2:59       |
| 4.  | «Inside of Me»         | 2:18       |
| 5.  | «Let Down»             | 3:58       |
| 6.  | «Give Me Your Name»    | 4:56       |
| 7.  | «My Suffering»         | 2:59       |
| 8.  | «Condemned»            | 2:37       |
| 9.  | «Into You»             | 3:23       |
| 10. | «End of the World»     | 3:56       |
| 11. | «Walking in Circles»   | 4:43       |
| 12. | «In the Darkness»      | 5:24       |
| 13. | «Morning After»        | 3:29       |
| 14. | «Crawl Back In (Live)» | 3:11       |